# Olivier Lenglet
Olivier Serge Lenglet (* 20. Februar 1960 in Saint-Quentin) ist ein ehemaliger französischer Degenfechter.

## Erfolge
Olivier Lenglet wurde 1982 in Rom und 1983 in Wien mit der Mannschaft Weltmeister. Darüber hinaus gewann er mit ihr 1990 in Lyon und 1991 in Budapest Silber. Seine einzige Medaille im Einzel sicherte er sich 1986 in Sofia mit Bronze. Er nahm an drei Olympischen Spielen teil: 1984 zog er mit der Mannschaft ins Gefecht um Gold ein, in dem Frankreich der Mannschaft der Bundesrepublik Deutschland mit 5:8 unterlag. Neben Lenglet erhielten Philippe Boisse, Jean-Michel Henry, Michel Salesse und Philippe Riboud Silber. Die Einzelkonkurrenz schloss er auf dem 13. Rang ab. Bei den Olympischen Spielen 1988 in Seoul erreichte er mit der französischen Equipe ungeschlagen erneut das Finale, in dem Polen mit 8:4 besiegt wurde. Gemeinsam mit Frédéric Delpla, Jean-Michel Henry, Philippe Riboud und Éric Srecki wurde Lenglet damit Olympiasieger. Vier Jahre darauf verpasste er mit der Mannschaft als Viertplatzierter knapp einen weiteren Medaillengewinn, während er im Einzel den 17. Platz belegte.